# Големи равнини
Големите равнини или (Велики равнини) (на английски: Great Plains) са обширни предпланински равнини, обграждащи от изток Северноамериканските Кордилери, разположени на територията на САЩ и Канада. Простират се от юг на север от 29° с.ш. до 62° с.ш., с дължина около 3600 km, ширина от 500 до 800 km и площ около 2,3 млн. km². Обхващат района западно от река Мисисипи и източно от Скалистите планини. Включват части от американските щати Колорадо, Канзас, Монтана, Небраска, Ню Мексико, Северна Дакота, Оклахома, Южна Дакота, Тексас и Уайоминг и канадските провинции Алберта, Манитоба и Саскачеван.

## Геоложки строеж, полени изкопаеми
В геоложко отношение Великите равнини представляват периферната западна част на Северноамериканската (Канадска) платформа. В основата ѝ (на дълбочина над 1000 m от повърхността) залягат докамбрийски кристални скали, върху които лежат горнопалеозойски и палеоген-неогенови седименти скали (варовици, пясъчници), а също рохкави льосовидни кватернерни наслаги, образували се за сметка от натрупването на продукти от разрушаването на Кордилерите. На отделни участъци тези скали са пронизани от млади интрузии и са смачкани в гънки, образуващи единични ниски планински масиви и хребети. Най-високият от тях е масива Блек Хилс (2207 m). Равнините са богати на нефт, каменни и кафяви въглища, природе газ, редки елементи, каменна сол.

## Релеф
Повърхността на равнините постепенно се повишава от 500 m на изток до 1600 – 1700 m на запад и в редица места са силно размити от реките, образуващи гъста мрежа от долини и отстъпи с височина до 300 m и протежение до 200 – 300 km (най-големия отстъп е Пайн Ридж). Отстъпите разделят Великите равнини на обособени участъци: платата Едуардс, Ляно Естакадо, Високи равнини и Мисури. На юг от 38° с.ш. (платата Едуардс и Ляно Естакадо) преобладават широките столови възвишения с карстови форми на релефа участъците, изградени от варовици. Средните части са силно разчленени от гъста мрежа от оврази с дълбочина до 150 m, образуващи т.н. бедленди. На север от 48° с.ш. Великите равнини по време на палеогена са подложени на континентално заледяване и имат хълмисто-моренен релеф.

## Климат
Климатъ е континентален, на север – умерен, на юг – субропичен. Средната януарска температура варира от -28°С на север до 12°С а юг, а средната юлска съответно 13°С и 28°С. Годишната сума на валежите намалява от изток на запад от 500 mm до 250 mm на север и от 600 mm до 300 mm на юг. Голямо влияние върху техния климат оказват Кордилерите, задържащи влагата, пренасяна с ветровете от Тихия океан. Зимата е почти безснежа, с честите сухи и топли западни ветрове „чинук“. Лятото е засушливо, с епизодични поройни дъждове и сини ветрове, предизвикващи пясъчни бури. Много характерни са разрушителните вихри – торнадо.

## Води
Реките във Великите равнини по принцип са маловодни и текат в дълбоки долини. През лятото, в резултат от поройни дъждове те често излизат от коритата си, а през зимата в горните си течения пресъхват (в някои случаи на протежение от 200 – 300 km от извора си). На север замръзват за период от 5 – 6 месеца, а на юг – не замръзват. Най-големите реки са: Мисури, Плат, Аранзас, Пекос, като водите на повечето от тях се използват за напояване.

## Почви, растителност, животински свят
Почвите са предимно кестеняви, на север от 51° с.ш. – черноземни, сиви горски и ливадно-подзолисти, а в крайния юг – кафеникави и сиво-кафеникави. В много райони почвите са силно пострадали от повърхностна ерозия. Голяма част от Великите равнини е покрита със сухи степи (трева грама, бизонова трева, жицова трева, ефемероиди – планинска лилия, коледниче, флокси, сукуленти), сменящи се на по-влажните участъци с коилова степ. В канадската част на Големите равнини преобладава лесостепта, представена в съчетание от редки трепетликови и тополови гори с участъци от ливадна степ, преминаваща на север в южна тайга (бял смърч, лиственица, топола, бреза, трепетлика). На платата Ляно Естакадо и Едуардс са разпространени субтропичните савани, в които господстват мескитови храсти, акации, суха тревиста растителност и сукуленти (юка, кактуси и др.).
Животинският свят е силно намалял в резултат от човешката дейност. В резерватите са се съхранили бизони, обитаващи по-рано повсеместно. Срещат се още степен вълк (койот), ливадно куче, гризачи – лалугер, мармот и др. Има много степни птици (ливаден тетерев, белоглав лешояд и др. На юг има множество блечуги, в т.ч. гърмяща змия.
Предците на индианците са живели в Големите равнини в продължение на около 10 000 години. Първият контакт между индианци и европеец е бил с Франсиско Васкес де Коронадо в днешните Тексас, Канзас и Небраска през 1540 – 1542 г. Развити са селското стопанство и отглеждането на добитък. Големите равнини допринасят значително за енергията придобита от силата на вятъра в САЩ; в тях са разположени значителен брой вятърни турбини. Някои ги наричат Вятърния коридор на Северна Америка.